# Hermann Harrassowitz (Geologe)
Hermann Ludwig Friedrich Harrassowitz (* 19. Oktober 1885 in Cottbus; † 18. April 1956 in Bad Ems; Geburtsname: Hermann Meyer) war ein deutscher Geologe, Bodenkundler und Paläontologe.

## Biografie
Harrassowitz hieß bis 1917 Meyer und war der Sohn eines Apothekenbesitzers in Cottbus. Als Schüler wurde er durch Felix Wahnschaffe zur Beschäftigung mit der Geologie angeregt und studierte ab 1904 an der Albert-Ludwigs-Universität Freiburg und in Berlin. 1908 wurde er bei Wilhelm Deecke in Freiburg promoviert und war bei diesem Assistent. Die Dissertation war über die Geologie von Graubünden. Ab 1908 war er am Mineralogischen Institut der Universität Gießen, wo er sich 1910 in Geologie und Paläontologie habilitierte und 1915 außerplanmäßiger Professor wurde. Nach Dienst im Ersten Weltkrieg 1917/18 als Wehrgeologe in Flandern und Russland wurde er 1920 ordentlicher Professor für Geologie und Paläontologie in Gießen.
1934 wurde er von den Nationalsozialisten zwangsemeritiert, 1947 nach dem Krieg in Gießen wieder mit einem Lehrauftrag versehen und 1952 emeritiert.
Er befasste sich mit chemischer Verwitterung insbesondere von Bauxitlagerstätten. 1921 erhielt er den Von Reinach Preis der Senckenberggesellschaft für seine Monographien über fossile Schildkröten aus dem Eozän der Grube Messel.
1925 wurde er Mitglied der Leopoldina.

## Schriften
(Bis 1917 als Hermann Meyer)
- Geologische Untersuchungen am Nordostrande des Surettamassives im südlichen Graubünden. In: Berichte der Naturforschenden Gesellschaft zu Freiburg. Band 17, 1909, S. 130–177 (zobodat.at [PDF; 9,9 MB; abgerufen am 24. April 2023]).
- Frankenberger Zechstein und grobklastische Bildungen an der Grenze Perm-Trias, in: Jb. d. preuß. geol. Landesanstalt 31, 1910, S. 383–447
- Der Zechstein in der Wetterau und die regionale Bedeutung seiner Facies, in: Ber. d. oberhess. Ges. f. Natur- u. Heilkunde Gießen, NF, Naturwiss. Abt. 5, 1912, S. 49–106
- Klimazonen der Verwitterung und ihre Bedeutung für die jüngste geologische Geschichte Deutschlands, in: Geologische Rundschau, Band 7, 1916, S. 193–248
- Die Schildkrötengattung Anosteira von Messel und ihre stammesgeschichtliche  Bedeutung, in: Abhh. d. hess. geolog. Landesanstalt 6, 1922
- Laterit, Material und Versuch erdgeschichtlicher Auswertung, Fortschr. Geologie u. Palaeontologie, 4(14), 1926, S. 1–314
- Pyritletten im Buntsandstein Ostthüringens. Centralblatt für Mineralogie, Geologie und Palaeontologie, B 1927, S. 345–358
- Böden der tropischen Region, in Edwin Blancke (Hrsg.), Handbuch der Bodenlehre, Band 3: Die Lehre von der Verteilung der Bodenarten an der Erdoberfläche, Springer 1930 (sowie: Böden der feuchtwarmen gemäßigten Region)
- mit Fritz Giesecke, Edwin Blank: Aklimatische Bodenbildung und fossile Verwitterungsdecken, Handbuch der Bodenlehre, Band 4, Springer 1930